# Gerilsko ratovanje
Gerilsko ratovanje način je ratovanja u kojemu manje vojne ili paravojne jedinice napadaju neprijateljske postrojbe na okupiranom dijelu jedne države. Cilj takvog ratovanja je nanošenje ljudskih gubitaka i materijalne štete u svrhu slabljenja i demoralizacije suprotne strane. 

## Povijest i etimologija
Prva uspješna gerilska vojska bila je vojska izraelskih pobunjenika koja je na tri godine izbacila Rimljane s Galileje. U srednjem vijeku nezadovoljni se seljaci okupljaju u borbi protiv feudalaca, ali gotovo sve bivaju ugušene krvlju.
Sam naziv gerilsko ratovanje je nastao u vrijeme Napoleonovog osvajanja Španjolske, kada su Španjolci protiv Francuza vodili gerilu tj. "mali rat". U druge jezike naziv je ušao zahvaljujući Napoleonovoj kampanji na Pirenejskom poluotoku (1808. – 1813.), prilikom koje su Napoleonove francuske snage na samom početku okupirale Španjolsku, ali se poslije nisu mogle nositi s gerilcima koji su uživali široku podršku među stanovništvom. To je ostavilo snažan dojam na europsku javnost i nagrizlo famu o Napoloenovoj nepobjedivosti i vojničkom talentu. U španjolskom jeziku se za gerilca koristi izraz guerrillero, dok je s vremenom sama riječ guerrilla postala sinonim za gerilski pokret ili gerilske paravojne formacije.

Gerliski ratovi se obično pojavljuju u zemljama gdje je diktatorski režim, taj tip rata bio je masovan tijekom Drugog svjetskog rata. U to vrijeme takav se oblik ratovanja nazivao još i partizanskim ratom. Razvio se uglavnom u zemljama koje su bile pod kontrolom fašista i nacista. Najpoznatiju gerilu tijekom Drugog svjetskog rata u okupiranoj Europi imali su: Francuzi (Francuski pokret otpora) i Nizozemci (Nizozemski pokret otpora). Takav tip ratovanja zadržan je i kasnije (hladni rat), ponajviše u Južnoj Americi gdje se organizirala pro-sovjeska gerila, no u Afganistanu i na Kubi postojale su pro-američke gerile. Tako iz vremena hladnog rata primjer pro-sovjetskog gerilskog ratnika predstavlja Che Guevara, dok je u Afganistanu pro-američku gerilu je vodio poznati zločinac i terorist Osama bin Laden, koji je tada bio u savezu sa SAD-om.

### Gerilsko ratovanje na hrvatskim prostorima
Jedan od prvih slučajeva koji imaju elemente gerilskog ratovanja na ovim prostorima bila je poznata Seljačka buna pod vodstvom Matije Gupca, koja je, kao i ostali takvi pokreti toga vremena, ugušena u krvi.
Najpoznatiji borci koji su se koristili tehnikama gerilske borbe u Hrvatskoj bili su hrvatski partizani, koji su tijekom Drugog svjetskog rata djelovali u sastavu NOP Jugoslavije. Uz već navedene pokrete otpora u Francuskoj i Nizozemskoj, ovo je bio jedan od najznačajnijih u Europi.
Posljednje primjere gerilske borbe na ovim prostorima nalazimo za vrijeme Domovinskog rata, posebice tijekom bitke za Vukovar. Branitelji su tada, koristeći razne gerilske taktike, od sabotaža, diverzija pa sve do specijalnog i elektroničkog ratovanja, puna tri mjeseca odolijevali mnogo nadmoćnijem neprijatelju.

## Organizacija, smisao, strategija i taktika gerilskog ratovanja
Gerilska vojska najčešće je ilegalna organizacija koja financira i vrši diverzij, te potiče njezine stanovnike na revoluciju ili neposlušnost. Gerilski rat obično nastaje nezadovoljstvom stanovništva koje radi pobune zbog nacionalnih, socijalnih ili osobnih razloga, a bavi se uglavnom manjim pothvatima, koji imaju malen ili velik značaj za manji prostor (sabotaže, spašavanje, špijunaže...).
Gerilska strategija oslanja se na male, mobilne borbene jedinice, koje često imaju pomoć lokalnog stanovništva i koriste prednosti terena na kojem se bore. Taktički gledano, gerilci će uvijek nastojati izbjeći direktan sukob. Na neprijateljske ciljeve udarat će kratko i iznenada, a mete će im biti raznolike, od ljudstva, pa sve do zaliha streljiva ili hrane.

## Protugerilsko ratovanje
Borba protiv gerilskih skupina u pravilu je vrlo teška, skupa, duga i mukotrpna; a rezultati su neizvjesni. Razloga je više, a glavni su:
- Gerilske skupine bore se na terenu koji dobro poznaju, za razliku o protivnika,
- često imaju pomagače i opskrbljivače (u vidu lokalnog stanovništva)

Naravno, postoje načini kako se boriti i protiv ovakvih oblika rata. Tako su tijekom 20. stoljeća neke države i državnici pribjegli metodama genocida nad narodima, masovnim izgladnjivanjem pučanstva, širenjem općeg terora i zastrašivanjima. Kao klasični primjer navodi se Adolf Hitler i njegov totalitarni režim, a novija povijest pamti Afganistansko-sovjetski rat. U spomenutom ratu sovjetska je vojska čak trećinu mudžahedina (više od 5 milijuna ljudi) protjerala iz njihovih domova; sve s ciljem da se lakše bori protiv pobunjenika.

## Gerilsko ratovanje danas
S protekom vremena gerilski oblici ratovanja ne isčezavaju. Gerilci se još uvijek bore koristeći uglavnom stare taktike, ali se sve više koriste i modernim tehnologijama, poput primjerice hakiranja računalnih sustava i elektroničkog i informacijskog ratovanja.
Što se tiče područja u svijetu, gerilsko ratovanje se najčešće primjenjuje ili se donedavno primjenjivalo u zemljama Južne Amerike (npr. Nikaragva, Peru, Meksiko), Azije (npr. Čečenija, Indija, Irak, Iran, Afganistan) i Afrike (npr. Angola, Čad, Sudan, Uganda, Zapadna Sahara). U posljednjim godinama u Europi se još događaju povremeni sukobi i incidenti koje uzrokuju organizacije ETA i IRA, a tijekom osamostaljenja Kosova događali su se i sukobi Srba i Albanaca.